# Romaric Rogombé
Romaric Rogombé Daga (ur. 25 listopada 1990 w Port-Gentil) – gaboński piłkarz grający na pozycji prawego pomocnika. Od 2016 jest zawodnikiem klubu Primeiro de Agosto.

## Kariera klubowa
Swoją karierę piłkarską Rogombé rozpoczął w klubie AS Mangasport. W sezonie 2008/2009 zadebiutował w jego barwach w gabońskiej pierwszej lidze. W sezonie 2009/2010 wywalczył z nim wicemistrzostwo Gabonu. W 2010 roku odszedł do AS Vita Club. W sezonie 2010 został z nim mistrzem, a w sezonie 2012 – wicemistrzem Demokratycznej Republiki Konga. Następnie odszedł do francuskiego Étoile Fréjus Saint-Raphaël. W 2013 roku wrócił do AS Vita Club i został z nim wicemistrzem kraju. W 2014 roku grał w AC Léopards, z którym wywalczył mistrzostwo Konga. Z kolei w sezonie 2015 był piłkarzem rodzimego klubu Akanda FC. W 2016 roku został piłkarzem angolskiego Primeiro de Agosto.

## Kariera reprezentacyjna
W reprezentacji Gabonu Rogombé zadebiutował 3 czerwca 2012 roku w przegranym 0:3 meczu eliminacjach do MS 2014 z Nigrem. W 2015 roku został powołany do kadry na Puchar Narodów Afryki 2015. Rozegrał na nim jeden mecz, z Gwineą Równikową (0:2).